# Aromatische nitrering
De aromatische nitrering is een organische reactie waarbij een nitrogroep wordt gekoppeld aan een aromatische verbinding middels elektrofiele substitutie. De reactie wordt gekatalyseerd door een sterk zuur dat in staat is het sterke zuur salpeterzuur te protoneren tot H2NO3+. Het geprotoneerde salpeterzuur vervalt tot water en het nitroniumion (NO2+). Dit ion wordt aangevallen door het aromatisch π-systeem en vormt zodoende een positief geladen intermediair (een Wheland intermediair) dat door een proton af te splitsen een aromatisch ongeladen functionele groep vormt.

## Reactiemechanisme
Als katalysator wordt doorgaans geconcentreerd zwavelzuur gebruikt omdat het niet alleen een sterker zuur is dan salpeterzuur maar ook omdat het sterk hygroscopisch is waardoor het water bij de reactie weg kan houden, aangezien dat ongewenste producten en ongewenste vertraging van de reactie op kan leveren. Het mengsel van zwavelzuur en salpeterzuur wordt nitreerzuur genoemd. Zwavelzuur reageert echter wel op zeer exotherme wijze met water en om te voorkomen dat het salpeterzuur door de hoge temperatuur begint te vervallen tot water en stikstofoxides moet de reactie gekoeld worden tot onder de 40°C.
Nitrering · Halogenering · Sulfonering · Friedel-Craftsalkylering · Friedel-Craftsacylering